# Улица Дружбы (Отрадное)
У́лица Дру́жбы — улица в городе Отрадное.

## История
До Великой Отечественной войны была застроена частными деревянными домами и начиналась от реки Святки.
Многоквартирные дома начали возводиться сразу после войны.
В настоящее время застроена в основном пяти- и двухэтажными кирпичными домами.

## Пересечения
- Н135 (автодорога)
- улица Мира
- ул. Ленина
- Ленинградское шоссе
- Комсомольская улица

## Общественно значимые объекты

### Медицинские учреждения
- инфекционное отделение городской больницы (д.17а)
- аптека

### Образовательные учреждения
- лицей (д.1)
- ясли-сад № 33 «Радуга» (д.19а)

## Транспорт
По улице не осуществляется движение общественного транспорта, автомобильное движение также отличается малой интенсивностью.
В 500 метрах от улицы находится железнодорожная станция Ивановская.

## Интересные факты
- между домами № 15 и № 28 находится заброшенный круглый пруд, в прошлом входивший в ансамбль Пеллинского дворца, строившегося в конце XVIII века на берегу Невы.

За казармами, вправо от большой дороги, есть признаки некогда огромного сада. Он начинается круглым прудом; в средине которого круглый островок, заросший лесом; в старину со всех сторон были к нему мостики; в пятидесятых годах оставалось ещё от них нисколько догнивавших свай, а прудок был настолько глубок, что перейти вброд было невозможно; летом островок составлял красивую купу зелени.